# Tōkai (Region)

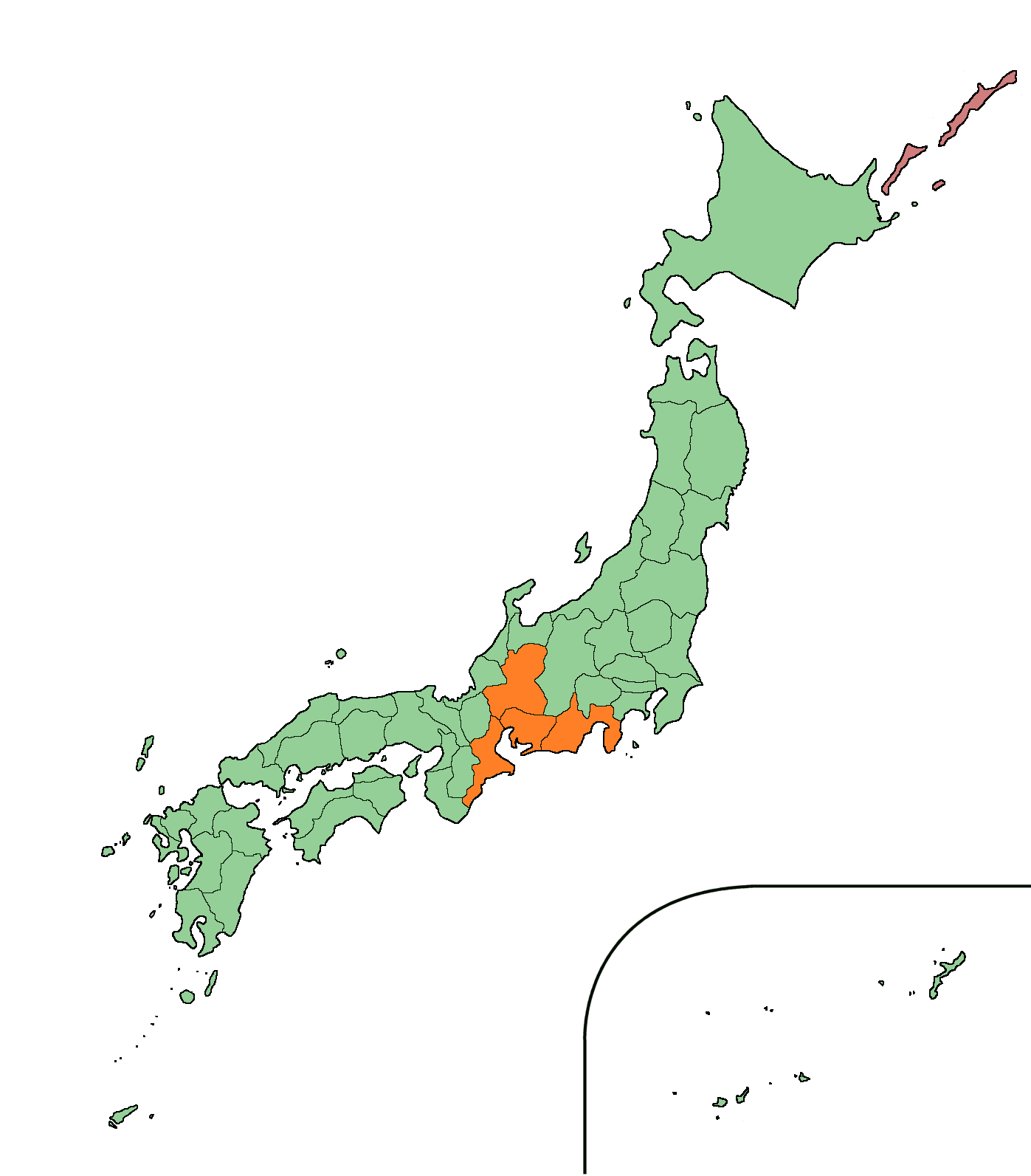
In orange: Region Tōkai in der weiten Definition mit allen vier Präfekturen, wie sie zum Beispiel als Verhältniswahlwahlkreis zum nationalen Unterhaus verwendet wird.

Die Region Tōkai (jap. 東海地方, Tōkai-chihō) ist eine an der Pazifikküste Zentraljapans gelegene Teilregion der Region Chūbu in Japan, wobei die Abgrenzung zu den Nachbarregionen je nach Definition variiert. 
Die Grenzen der Teilregion sind nicht klar umrissen. In den meisten Fällen zählen zumindest Shizuoka und Aichi zur Region, sodass Tōkai gemeinsam mit den anderen Teilregionen Chūō-kōchi und Hokuriku alle Präfekturen der Region Chūbu abdecken.
Je nach Definition werden entweder drei oder vier Präfekturen zu Tōkai gezählt:
1. Definition: Shizuoka, Aichi und Gifu
2. Definition: Aichi, Mie und Gifu
3. Definition: Shizuoka, Aichi, Mie und Gifu.
4. Definition: Shizuoka, Aichi und Mie

Die Region ohne Gifu entspricht grob den westlichen Provinzen der historischen Tōkaidō („Region/Großlandschaft/Reichskreis/Route Tōkai“) im Gokishichidō-System.
In der vor der Küste der Region verlaufenden Subduktionszone Nankai-Graben ereignen sich alle 100 bis 150 Jahre schwere Erdbeben, die als Tōkai- bzw. Tōnankai-Erdbeben bezeichnet werden.